# Complejo Penitenciario N.º III Almafuerte
El Complejo Penitenciario N.º III Almafuerte es una prisión de la provincia de Mendoza, Argentina dependiente del Servicio Penitenciario Mendoza. Se localiza en el distrito de Cacheuta, departamento Luján de Cuyo. En la provincia, es la cárcel más grande y la primera en adoptar una arquitectura caracterizada por el alojamiento individual.

## Historia
El Complejo Penitenciario N.º III Almafuerte se inauguró en el año 2007.
En el año 2011 un número de 38 prisioneros llevó a cabo un motín tomando de rehenes a seis guardias.
En el año 2018 el Gobierno de Mendoza inauguró el Complejo Penitenciario Federal VI, construido a escasos metros de Almafuerte.